# Encore toi !
Pour plus de détails, voir Fiche technique et Distribution.
Encore toi ! (You Again) est un film américain réalisé par Andy Fickman, sorti en 2010.

## Synopsis
Lorsque Marni découvre que son frère, Will, va se marier avec son ancienne rivale du lycée, Joanna, la jeune femme décide de révéler à tous la vraie nature de Joanna. Cependant, tout se complique encore plus pour les futurs mariés quand la mère de Marni et Will, Gail, rencontre la tante de Joanna, Ramona, qui était aussi sa rivale quand elle était jeune.

## Fiche technique
Source principale de la fiche technique :
- Titre français : Encore toi !
- Titre québécois : Encore toi
- Titre original : You Again
- Réalisation : Andy Fickman
- Scénario : Moe Jelline
- Direction artistique : David Hennings
- Musique : Nathan Wang
- Décors : Jan Pascale
- Costumes : Genevieve Tyrrell
- Montage : David Rennie
- Production : Andy Fickman, John J. Strauss et Eric Tannenbaum
  - Producteurs exécutifs : Mario Iscovich et Todd Y. Murata
- Société de production : Touchstone Pictures
- Distribution :  Mondial : Touchstone Pictures
- Budget : 20 000 000 $
- Pays :  États-Unis
- Langue de tournage : anglais
- Format : Couleur - Format 35 mm
- Genre : comédie
- Durée : 105 minutes
- Dates de sortie :
  -  États-Unis : 24 septembre 2010
  -  France : 11 mai 2011 en DVD

## Distribution

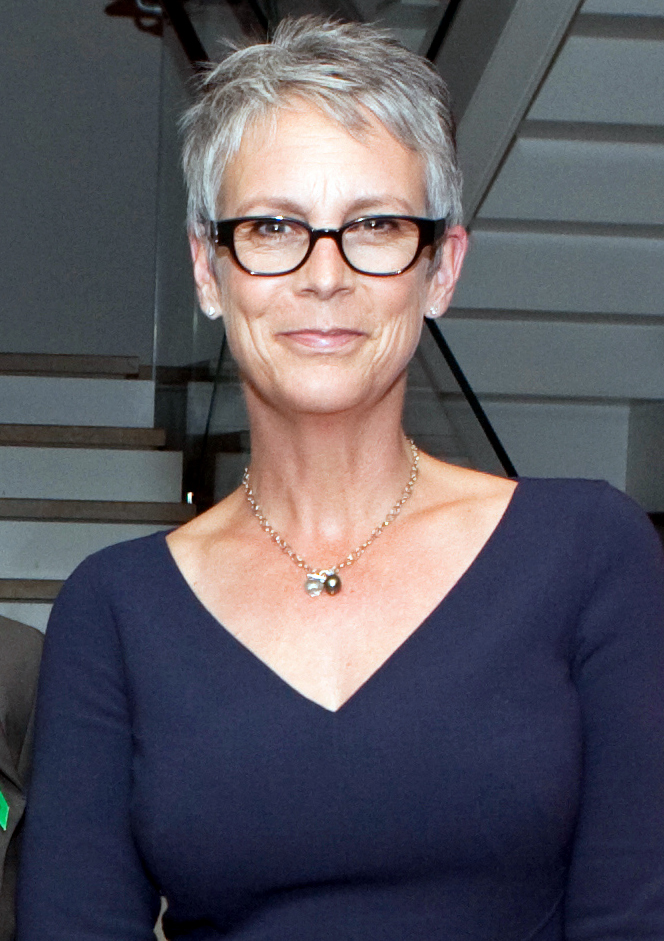
Le film marque le retour de Jamie Lee Curtis, après une pause de quelques années.

- Kristen Bell (VQ : Catherine Proulx-Lemay) : Marni Olivia Olsen (alias MOO)
- Jamie Lee Curtis (VQ : Madeleine Arsenault) : Gail Byer Olsen
- Sigourney Weaver (VQ : Anne Dorval) : Ramona "Mona" Clark
- Odette Yustman (VQ : Émilie Bibeau) : Joanna "JJ" Clark
- Billy Unger (VQ : Samuel Jacques) : Ben Olsen, petit frère
- Victor Garber (VQ : Denis Gravereaux) : Mark Olsen
- Reginald VelJohnson :  Mason Dunlevy
- Betty White (VQ : Élizabeth Chouvalidzé) : Grand-mère Bunny
- James Wolk (VQ : Martin Watier) : Will Olsen, grand-frère
- Kristin Chenoweth (VQ : Michèle Lituac) : Georgia King, organisatrice du mariage
- Kyle Bornheimer (VQ : Jean-François Beaupré) : Tim, assistant de Georgia et ex de Joanna
- Christine Lakin (VQ : Aurélie Morgane) : Taylor
- Cloris Leachman : Grand-mère Helen
- Sean Wing (VQ : Nicholas Savard L'Herbier) : Charlie, camarade de Will
- Patrick Duffy (VQ : Daniel Lesourd) : Ritchie Phillips
- Jenna Leigh Green : Heather
- Ashley Fink : La fille gothique
- Dwayne Johnson  : Marshall (caméo - non crédité)

## Autour du film
- Le film a été complété le 3 avril 2010.
- Le film est sorti en DVD Blu-ray le 8 février 2011.
- Il n’existe pas de doublage français européen pour ce film.